# Nimesulide
Nimesulide is een koortsverlagend, ontstekingsremmend en pijnstillend geneesmiddel dat behoort tot de NSAIDs (niet-steroïdale ontstekingsremmers). Het is een weinig selectieve COX-2-remmer: de selectiviteit van nimesulide is beduidend lager (5- tot 16-voudig) dan die van de nieuwe COX-2-remmers zoals rofecoxib (400- tot 800-voudig).
Het Zwitserse bedrijf Helsinn verkreeg de wereldwijde rechten op het middel van de ontwikkelaar, het Amerikaanse Riker Laboratories, in 1980. Het oorspronkelijke octrooi dateerde uit 1974 en was het eerst verkregen in België. Het eerste land waar het op de markt kwam was Italië (1985). Merknamen waren Mesulid en Aulin. Het werd nadien onder verschillende andere merknamen uitgebracht in ongeveer 50 landen waaronder België, maar niet in de Verenigde Staten. De octrooibescherming is verlopen en er zijn vele generieke versies van andere firma's op de markt.
Nimesulide is beschikbaar in de vorm van tabletten, poeder of suspensie voor oraal gebruik, van zetpillen voor rectale toediening, of van een gel voor topische (uitwendige) toepassing.

## Levertoxiciteit
Nimesulide is een omstreden geneesmiddel vanwege een aantal gevallen van ernstige tot dodelijke levertoxiciteit na gebruik van het middel. In 2002 werd het middel in Finland en Spanje uit de handel genomen na melding van een aantal gevallen. Het Europees Geneesmiddelenbureau evalueerde het middel daarop en besloot om de indicaties te beperken tot de behandeling van acute (kortstondige) pijn, van dysmenorroe en van de pijnlijke symptomen van osteoarthritis. Het werd gecontraïndiceerd bij patiënten met leverproblemen; de dagelijkse dosis werd beperkt en het langdurig gebruik werd afgeraden.
In 2007 nam de Ierse overheid het middel van de markt na berichten over ernstige bijwerkingen op de lever. Op basis van de nieuwe gegevens voerde het Europees Geneesmiddelenbureau een nieuwe evaluatie uit van nimesulide. Het besluit was, dat het veiligheidsprofiel van nimesulide sedert de vorige evaluatie niet veranderd was: er is een risico op levertoxiciteit bij het nemen van nimesulide, maar de voordelen van het gebruik van het middel wegen toch op tegen dit risico. Wel wordt aangeraden om de behandelingsduur te beperken tot maximaal 15 dagen. Het mechanisme waarmee nimesulide de lever aantast is niet bekend, en het is niet mogelijk om te voorspellen of een patiënt een verhoogd risico heeft op leverbeschadiging bij het nemen van nimesulide.
In dezelfde periode evalueerde ook de Belgische overheid het middel, en het Federaal Agentschap voor Geneesmiddelen en Gezondheidsproducten (FAGG) besliste op 19 december 2007 om de orale vormen van nimesulide uit de handel te nemen. De topische vormen (gel) mogen nog wel verkocht worden. De verdeler van het product in België, NV Therabel-Pharma, heeft deze beslissing aangevochten bij de Raad van State.
In India heeft het farmaceutisch bedrijf Lincoln Pharmaceuticals een vorm van nimesulide uitgebracht onder de merknaam Namsafe, die veilig voor de lever zou zijn. Het product bevat racemethionine dat de toxiciteit van nimesulide voor de lever zou verminderen.